# Bondage com corda

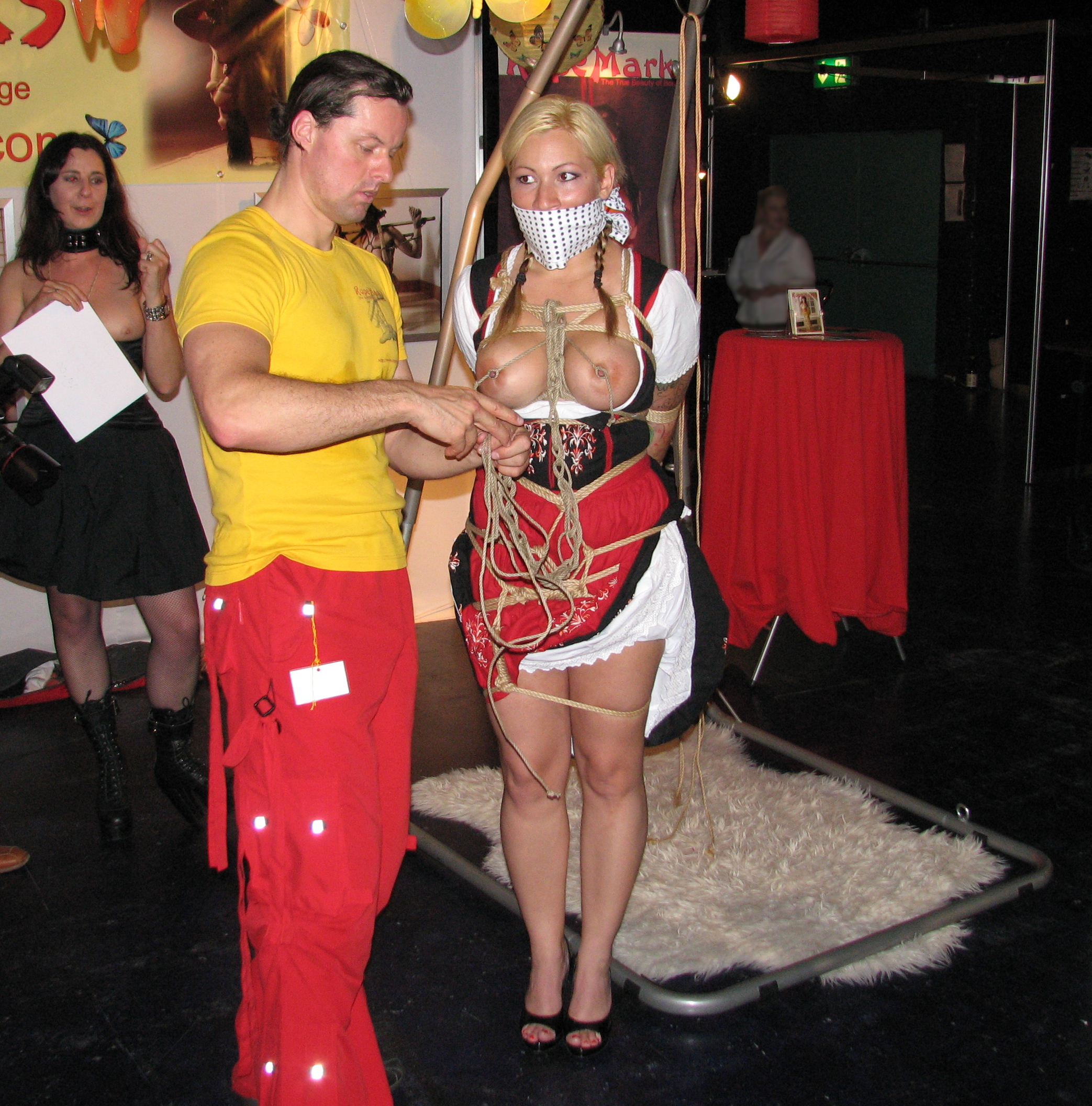
Exemplo de bondage com corda no BoundCon, Alemanha, 2008

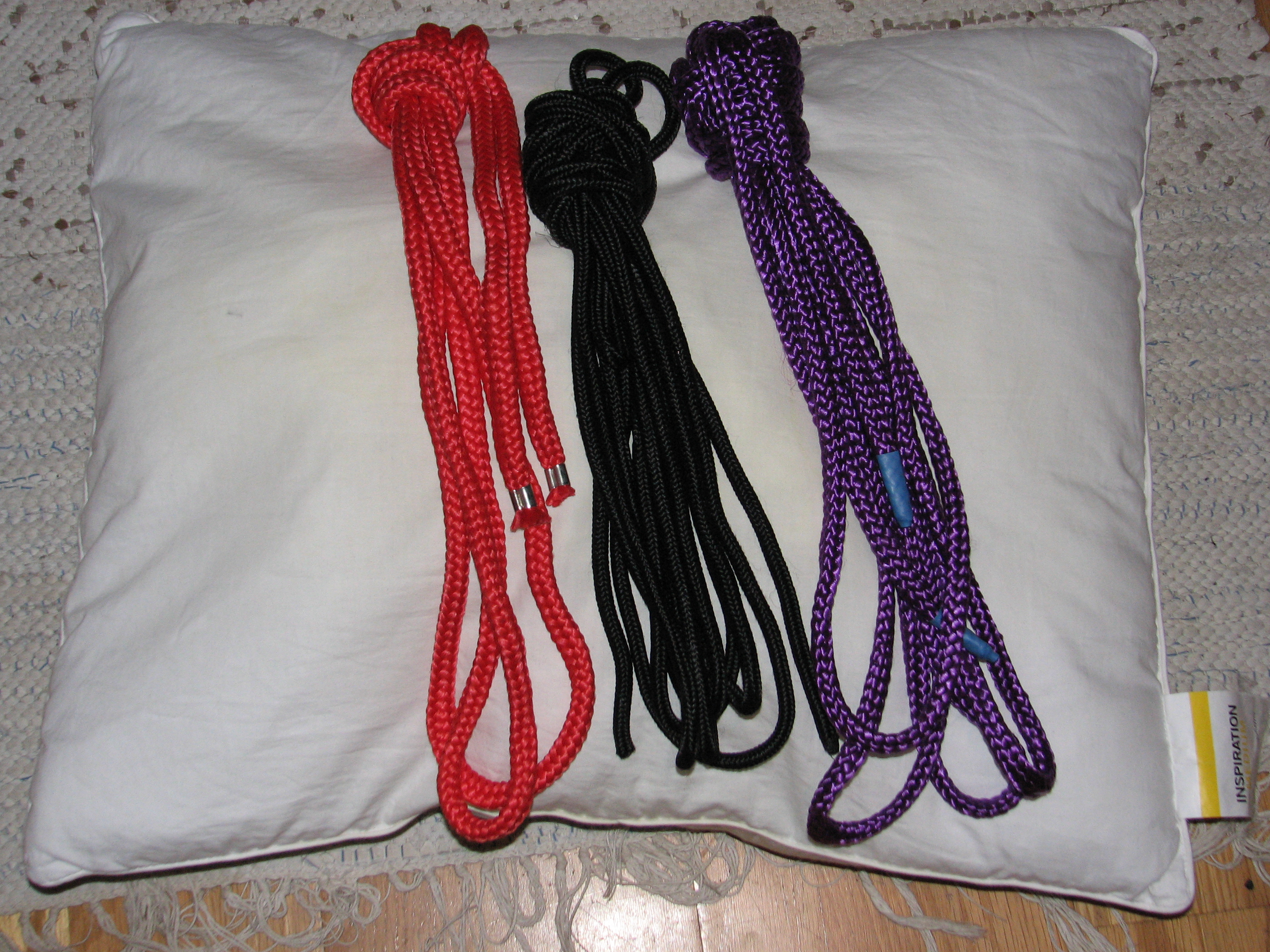
A corda usada no bondage erótico é geralmente macia para evitar irritar a pele, e fácil de torcer e esticar

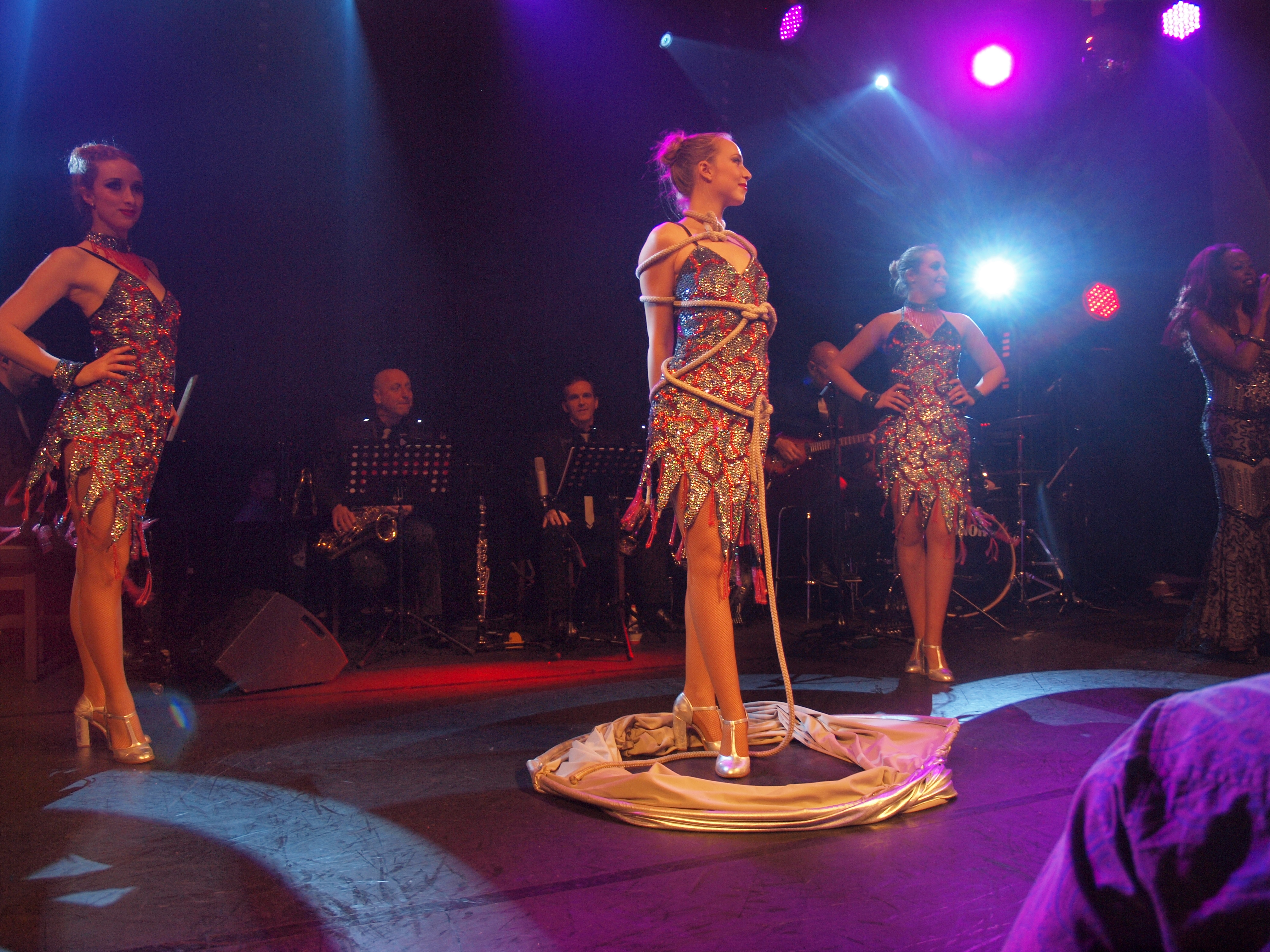
Uma forma lúdica e menos restritiva de bondage com corda é um truque de mágica comum em apresentações de cabaré

Bondage com corda, também chamado de jogo de cordas, kinbaku, shibari ou fesselspiele, é o bondage que usa corda para restringir movimento, enrolar, suspender ou imobilizar uma pessoa como parte de atividades de BDSM. O bondage japonês é o estilo mais visível publicamente. Um estilo alternativo, chamado bondage ocidental, visa sobretudo a contenção; o estilo japonês valoriza mais a arte do processo. Bondage com barbante é o enrolamento de fileiras de barbante ao redor de uma área do corpo para excitação. Também é chamado de “constrições”.

## História
O bondage com corda deriva da forma erótica de bondage japonês, o shibari, que por sua vez evoluiu da agora extinta técnica militar japonesa de contenção, o hojōjutsu. O vestido de corda não é, por si só, uma forma de contenção, mas é usado isoladamente como adorno ou incorporado em bondage restritivo.

## Materiais
As cordas usadas no bondage vêm em vários materiais e comprimentos. No estilo japonês costumam-se usar fibras naturais como cânhamo e jutá, cortadas em comprimentos de aproximadamente 7,6 metros. No estilo ocidental, geralmente empregam-se cordas mais longas e de materiais diversos.
- Cordas (normalmente de nylon ou algodão)
- Móveis domésticos

## Técnica

### Posição spreadeagle
Uma cama de dossel às vezes é usada para manter o praticante na posição spreadeagle. Os punhos e tornozelos são amarrados aos postes verticais da cama, imobilizando braços e pernas.

### Cruz em X

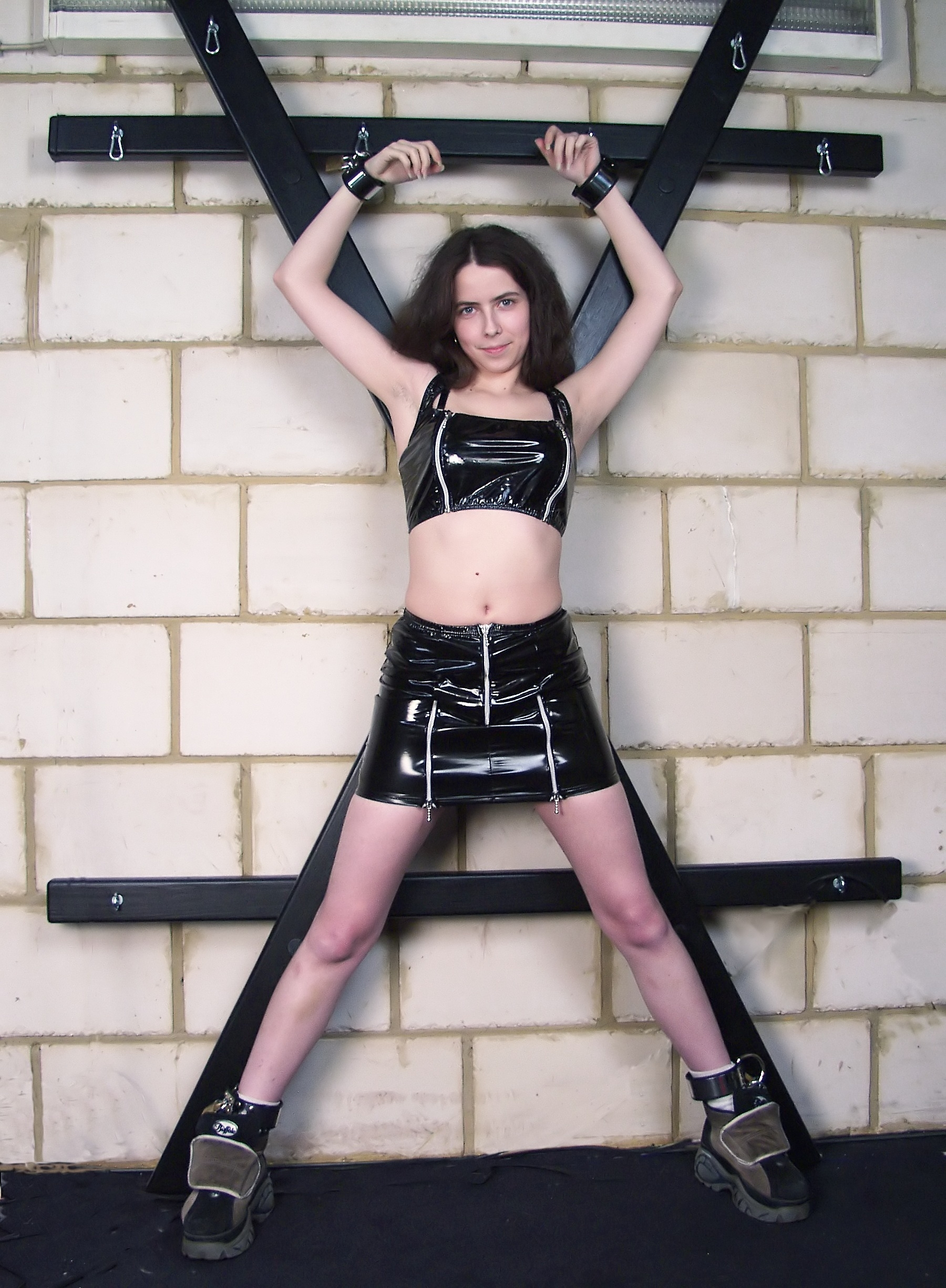
Mulher amarrada a uma cruz em X

A cruz em X tem o formato da letra 'X'. Cada ponta serve de ponto de ancoragem para prender braços e pernas.

### Amarração em cadeira

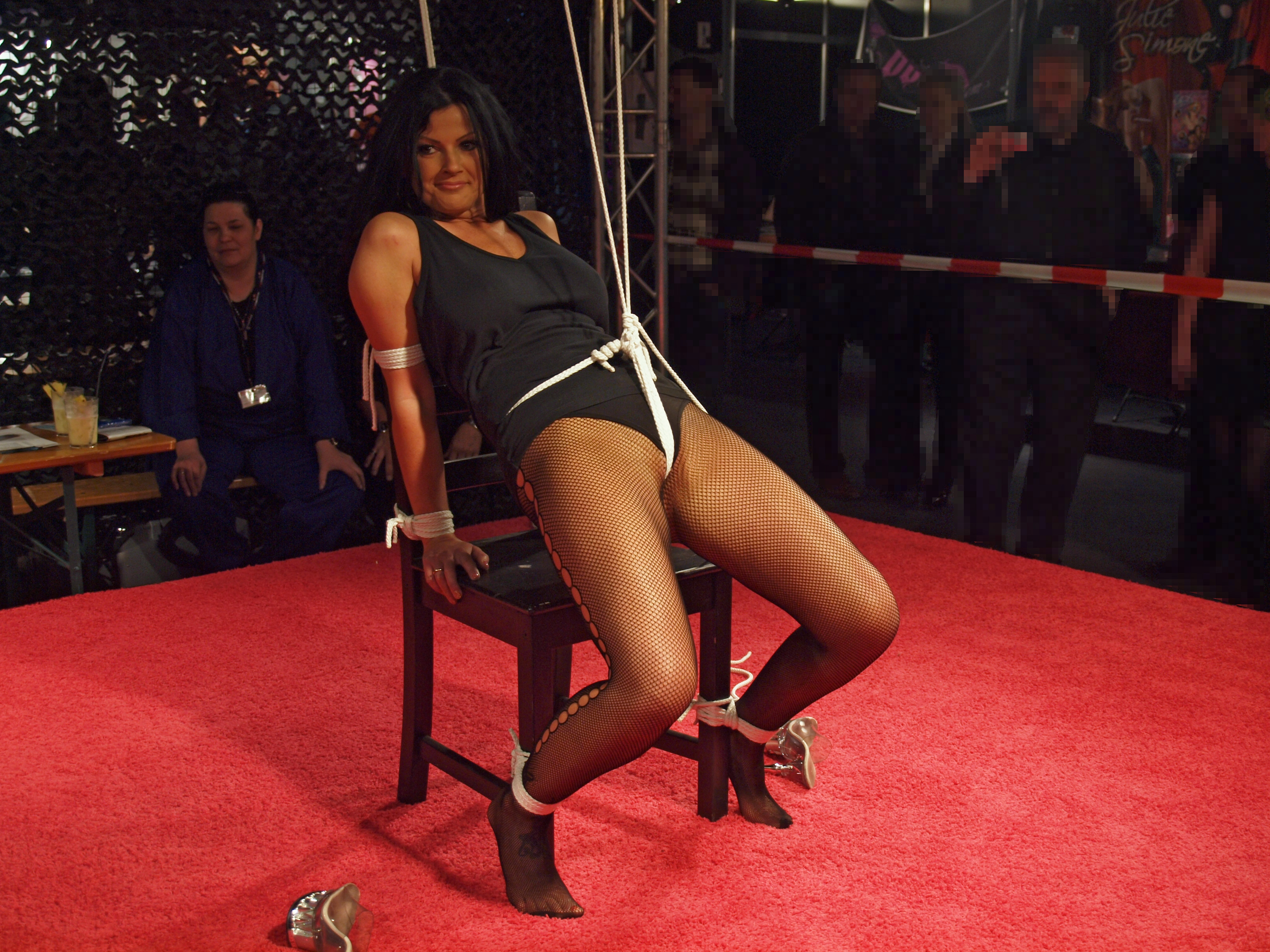
Uma mulher amarrada em uma cadeira no BoundCon 2013

A amarração em cadeira é uma forma de bondage com mobiliário, com múltiplas variações. Normalmente, o praticante fica sentado, com os pulsos presos aos apoios de braço da cadeira ou amarrados atrás das costas; os tornozelos são presos às pernas da cadeira, e cordas adicionais podem ser usadas para maior contenção. Às vezes combina-se com bondage de suspensão.

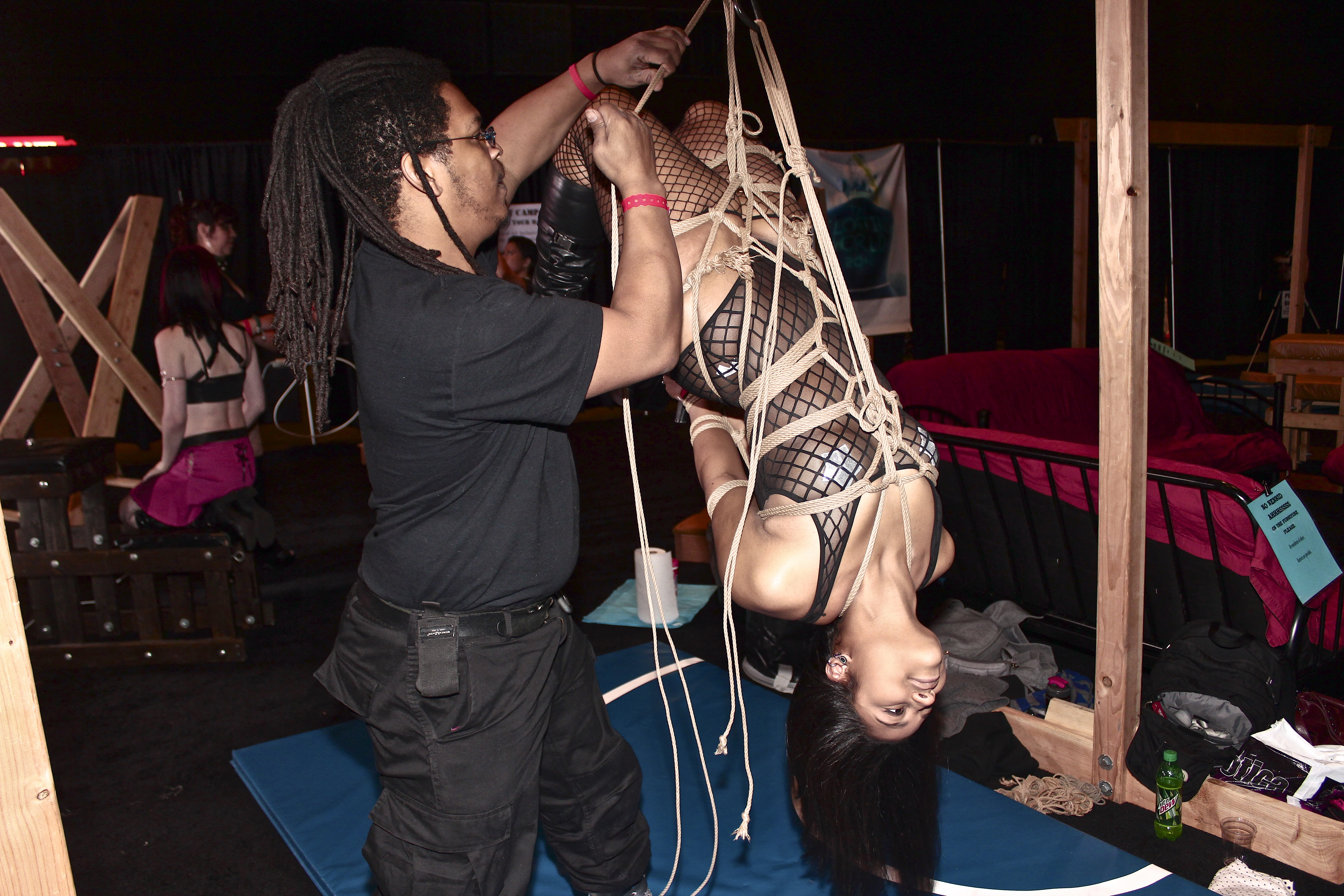
Exemplo de bondage de suspensão na Exxxotica Expo em 2013

### Amarração hogtie

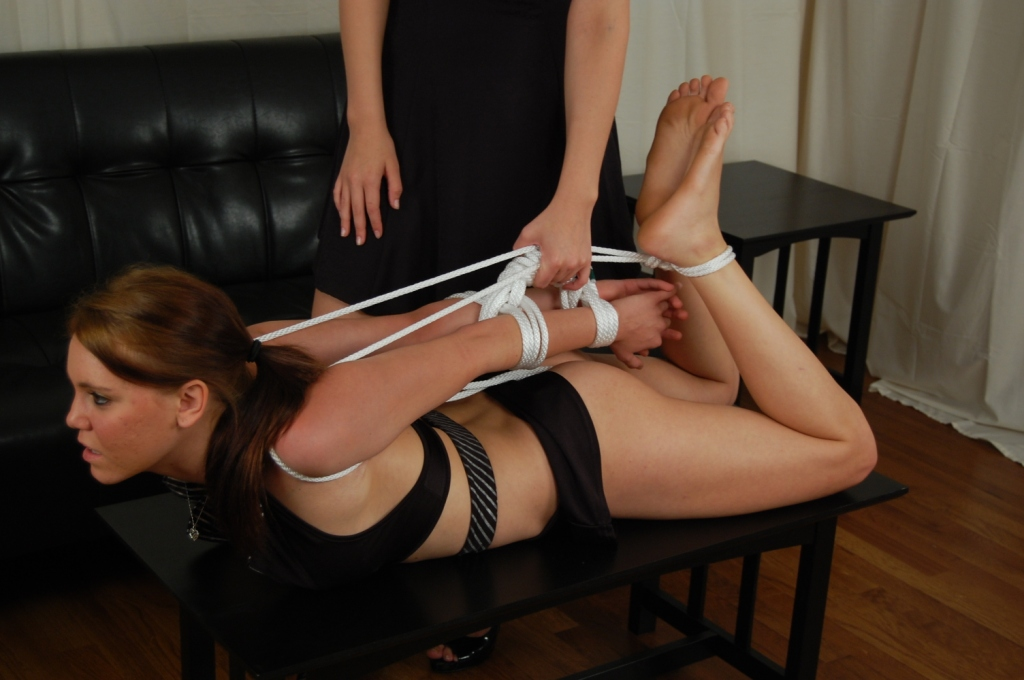
Uma mulher imobilizada em hogtie

O praticante tem punhos e tornozelos presos, com as quatro juntas convergindo, enquanto descansa de bruços ou de costas.